# Beleg Cúthalion
Beleg es un personaje ficticio que forma parte del legendarium creado por el escritor británico J. R. R. Tolkien y que aparece en sus novelas póstumas El Silmarillion y Los hijos de Húrin. Es un elfo sinda, vasallo del rey Thingol de Doriath. Apodado Cuthalion, que se traduce como «arcofirme» del sindarin, fue un gran arquero y jefe de los guardianes de la frontera de Doriath.

## Historia
Después de la batalla de Dagor Bragollach, que no afectó seriamente a los Sindar puesto que estaban protegidos por el encantamiento de Melian la Maia, Beleg auxilió a Halmir, señor de los Haladin, que estaba amenazado por los orcos en Brethil conduciendo una gran tropa de elfos, por esa acción los servidores de Morgoth no atacaron por un tiempo a Doriath. 
Junto a Mablung participaron de la Unión de Maedhros para atacar a Morgoth en Angband en lo que se llamó la quinta batalla de Beleriand o Nírnaeth Arnoediad, que terminó en desastre para los elfos. 
Amigo y compañero de Túrin, cuando este marchó al exilio por haber dado muerte a Saeros, Beleg fue a buscarlo porque Thingol le había perdonado y el hijo de Húrin no lo sabía. Cuando Beleg encontró el escondite de la banda de Túrin, este había salido por lo que sus secuaces capturaron al elfo y lo trataron fieramente. Al llegar Túrin lo liberó pero no quiso oír a Beleg de que volviera y se separaron.
Cuthalion regresó a Menegroth y Thingol le pidió de nuevo que encontrara a Túrin, para lo cual le cedió la espada Anglachel a Beleg y Melian la Maia le otorgó lembas (Durante la Primera Edada del Sol, las lembas eran un regalo que solo una reina elfa podía otorgar). Un año después de la despedida, Beleg encontró a Túrin en Amon Rûdh (la colina calva) y obtuvo una calurosa bienvenida; al no poder convencer al hijo de Húrin de volver se quedó con él, integrando su banda. 

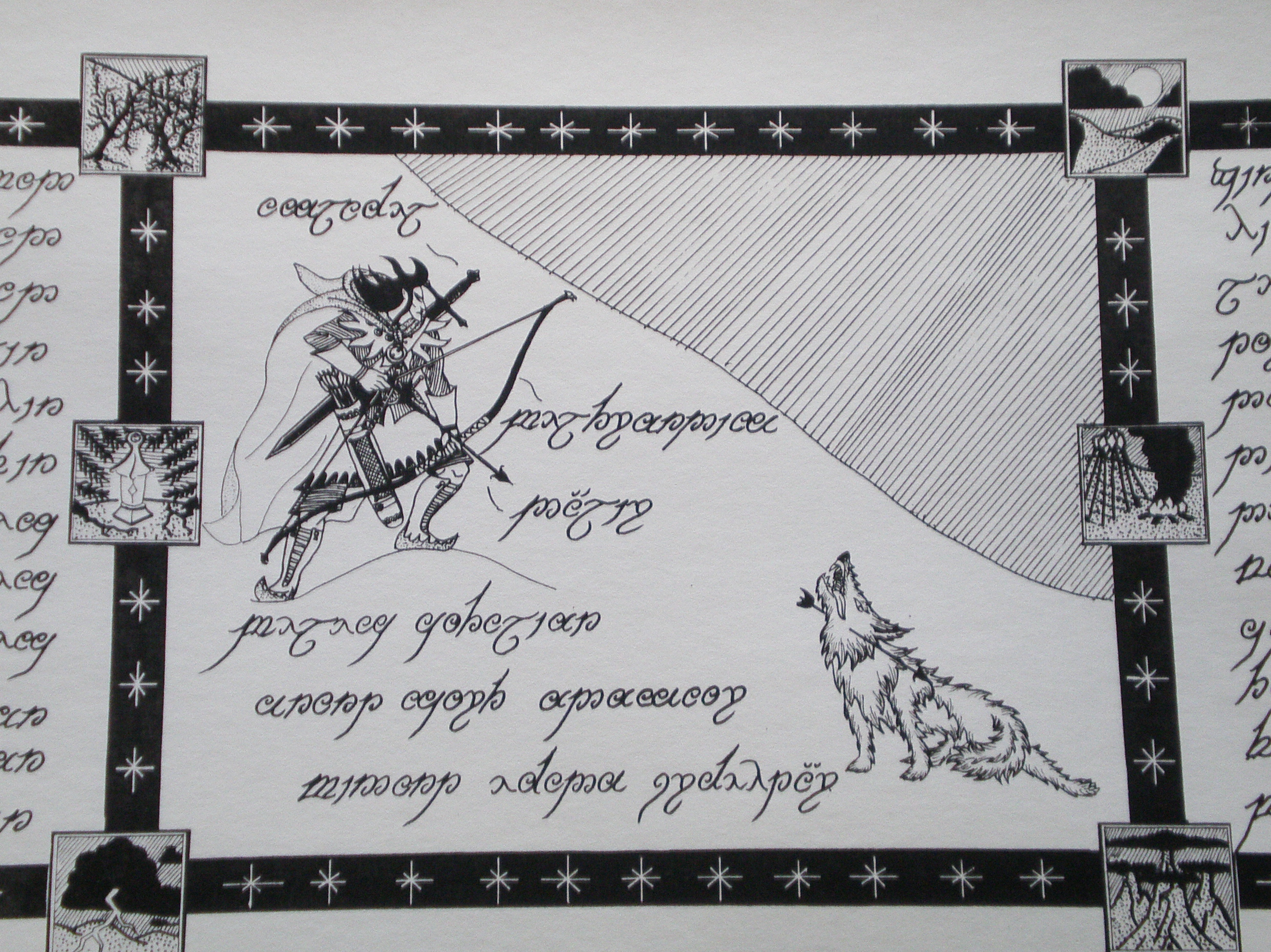
Beleg matando un huargo con su arco.

Junto a Túrin se enseñorearon de la región denominada Dor-cúarthol; pero los orcos capturaron a Túrin debido a la traición de Mîm el Enano. En esa acción el mismo enano, viendo herido a Beleg, intentó matarlo pero este le rechazó y le puso en fuga e inmediatamente fue en busca de su amigo y compañero para rescatarlo. 
En el camino hacia el norte al rescate de Túrin, encontró al elfo Gwindor, que había escapado de Angband, quien le ayudó en la empresa. Cuando alcanzó la hueste orca, en medio de una tormenta, sacó a Túrin del campamento enemigo, matando a todos los guardias lobos con certeros flechazos. Y cuando estaba por liberarlo, en un lugar apartado, sin querer hirió en un pie al hijo de Húrin; y este, despertando enfurecido, lo confundió con un orco y arrebatándole Anglachel dio muerte a su gran amigo. Fue sepultado en el lugar, junto a su arco Belthronding.
- Datos: Q2068620
- Multimedia: Beleg (Middle-earth) / Q2068620